# Campeonato Paraguaio de Futebol de 1911
O Campeonato Paraguaio de Futebol de 1911 foi o quinto torneio desta competição. Recebeu o nome de "Copa El Diario", referente a um jornal local.Participaram seis equipes. Foi a primeira vez em que houve ascenso, do recém-formado Campeonato Paraguaio de Futebol da Segunda Divisão. O Mbiguá desistiu de participar do certame.
| Equipe               | Cidade   | Departamento     | No ano anterior                                                            | Estádio | Capacidade | Títulos        | Participações |
| -------------------- | -------- | ---------------- | -------------------------------------------------------------------------- | ------- | ---------- | -------------- | ------------- |
| Atlántida Sport Club | Assunção | Distrito Capital | Vice Campeão                                                               | --      | --         | 0 (não possui) | 4             |
| Club Guaraní         | Assunção | Distrito Capital | Sexto Lugar                                                                | --      | --         | 2 (1906,1907 ) | 5             |
| Club Libertad        | Assunção | Distrito Capital | Campeão                                                                    | --      | --         | 1 (1910)       | 5             |
| Club Nacional        | Assunção | Distrito Capital | Terceiro Lugar                                                             | --      | --         | 1 (1909)       | 5             |
| Club Olimpia         | Assunção | Distrito Capital | Quarto Lugar                                                               | --      | --         | 0 (não possui) | 5             |
| Sol de América       | Assunção | Distrito Capital | Segundo Lugar do Campeonato Paraguaio de Futebol de 1910 - Segunda Divisão | --      | --         | 0 (não possui) | 1             |

## Premiação
| Campeonato Paraguaio 1911 Primeira Divisão |
| Assunção                                   |
| ------------------------------------------ |
| Club Nacional Campeão (2º título)          |

## Liga Dissidente
No ano de 1911 surgiu outra liga de futebol no Paraguai, que organizou a Copa Centenário. Ela duraria até 1917.